# Bränntjärnen (Degerfors socken, Västerbotten, 716497-167415)
Bränntjärnen är en sjö i Vindelns kommun i Västerbotten och ingår i Umeälvens huvudavrinningsområde.